# Next-generation secure computing base
 (février 2021).
Si vous disposez d'ouvrages ou d'articles de référence ou si vous connaissez des sites web de qualité traitant du thème abordé ici, merci de compléter l'article en donnant les références utiles à sa vérifiabilité et en les liant à la section « Notes et références ».
 (février 2021).

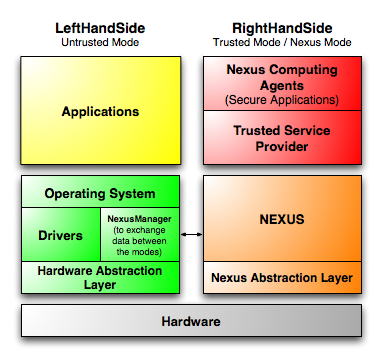
Graphique NGSCB

Le Next-Generation Secure Computing Base (NGSCB, littéralement « base d'information sécurisée de nouvelle génération ») ou ordinateur sécurisé de la prochaine génération fait partie de la nouvelle architecture de Microsoft pour l'informatique de confiance.

## Noms
Ce projet était connu sous le nom de Palladium, le nom fut changé en 2003, selon Microsoft en raison de l'existence d'un éditeur du même nom. Le changement de nom pourrait être dû à la mauvaise publicité dont souffrait la dénomination Palladium.

## Fonctionnement
NGSCB utilise extensivement le processeur cryptographique surnommé puce Fritz du nom du Sénateur américain Ernest « Fritz » Hollings qui a soutenu nombre d'articles de la loi américaine favorisant ce projet.
Sous NGSCB, le cœur du système d'exploitation Microsoft Windows travaillera dans un environnement maîtrisé dit « de confiance ». Les principes de base sont d'inclure la cryptographie au sein même du système d'exploitation afin de sécuriser les transactions entre les processus, entre les processus et la mémoire vive, entre les processus et le disque dur, et entre les processus et les périphériques d'entrée/sortie : clavier, souris, moniteur… La gestion des clefs est déléguée à une autorité externe.
Ce principe permettrait entre autres :
- de s'assurer que des fichiers enregistrés par une certaine application, ne puissent être lus ou modifiés que par cette même application ou par une autre application autorisée. Ce système est appelé Sealed storage (ou « stockage scellé ») par Microsoft ;
- de protéger le système contre l'exécution de code non autorisé. Notamment des virus, mais aussi toute application qui ne serait pas expressément autorisée par l'utilisateur ou l'administrateur.

Selon Microsoft, le but est de résoudre les problèmes de sécurité informatique et de créer des applications distribuées d'un type nouveau où chaque composant puisse faire confiance aux autres parties du système (logicielles ou matérielles) même si ceux-ci font partie d'un système distant.

## Critique
Les détracteurs du projet, souvent liés au mouvement du logiciel libre l'accusent d'être une tentative de Microsoft pour contrôler le marché du logiciel et du matériel informatique. Certains redoutent aussi qu'une plate-forme Palladium puisse contrôler toutes les opérations effectuées sur le système, comme la navigation web et les courriels. Il est aussi reproché à Microsoft de vouloir utiliser son quasi-monopole sur les ordinateurs personnels pour atteindre un monopole sur les systèmes de gestion des droits numériques (DRM). Microsoft a d'ailleurs annoncé avoir pour intention d'instaurer la « gestion numérique des droits » sur tous les ordinateurs de la planète.[réf. nécessaire]